# Kaja Schmidt-Tychsen
Kaja Schmidt-Tychsen (* 21. Mai 1981 in Flensburg) ist eine deutsche Schauspielerin.

## Leben
Kaja Schmidt-Tychsen studierte Schauspiel an der Hochschule für Musik und Theater Rostock; nebenbei erste Bühnenerfahrungen am Volkstheater Rostock und am Staatstheater Schwerin. Für ihre Darbietung der Luise in Kabale und Liebe am Grenzlandtheater Aachen wurde sie 2006 mit dem Karl-Heinz-Walther-Preis als beste Nachwuchsschauspielerin ausgezeichnet. Das zweite feste Engagement führte sie nach Ingolstadt, wo sie unter anderem Julia in Romeo und Julia, Ronja in Ronja Räubertochter und Hermia in Ein Sommernachtstraum spielte.
2008 spielte sie eine Hauptrolle in der ZDF-Serie Wege zum Glück. Vom 8. Dezember 2011 bis zum 4. Juli 2025 war sie als vierte Darstellerin die Rolle der Jennifer Steinkamp in der RTL-Serie Alles was zählt zu sehen. Die Rolle wurde als erstes von Christiane Klimt, später von Silvia Maleen und zuletzt von Sophie Lutz dargestellt. Es ist das erste Mal in einer deutschen Soap, dass vier Darstellerinnen ein und dieselbe Hauptrolle verkörpern.
Neben Deutsch spricht sie auch fließend Dänisch.

## Filmografie
- 2008–2009: Wege zum Glück (Fernsehserie, 27 Folgen)
- 2011–2025: Alles was zählt (Fernsehserie)

- 2018: Neo Magazin Royale (Late Night Show, 1 Folge)

- 2020: Merz gegen Merz (Fernsehserie, 1 Folge)
- 2023: Bettys Diagnose (Fernsehserie, Folgen Geisterbahn, Seelische Wunden)